# قائمة سلالات الماعز

هناك العديد من السلالات المعترف بها من الماعز المحلي. الماعز عموما تنقسم على أساس استخدامها الأساسي، والتربية الانتقائية التي شهدتها بغرض تكييفها لتصبح إما منتجة للألياف، أو اللحوم، أو الألبان، أو الجلود. سلالات الماعز (ولاسيما الماعز الألبان) هي بعض من أقدم السلالات التي لها معايير محددة وسجلات محفوظة.

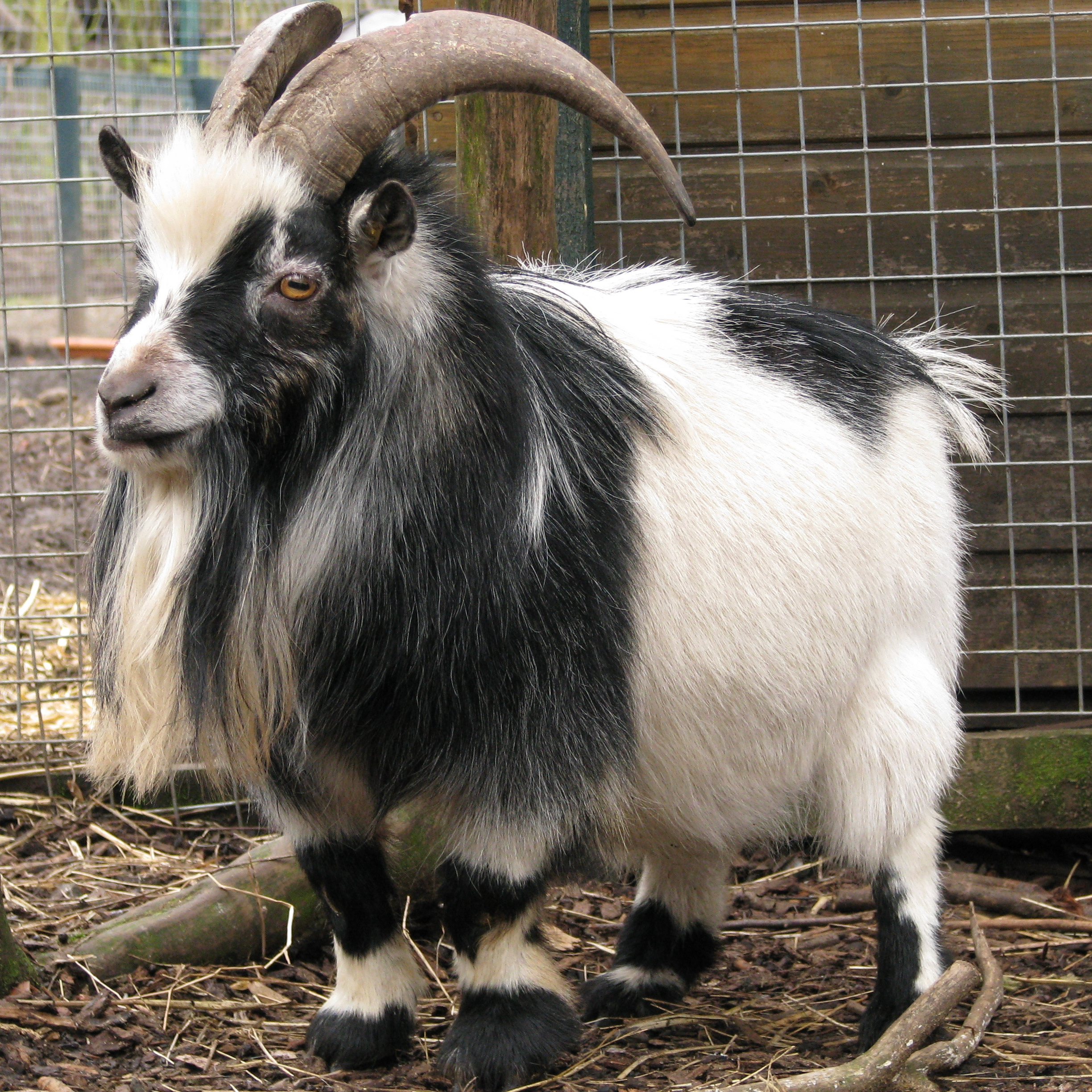
ماعز القزم

## سلالات أليفة
- الماعز القزم

## سلالات الحليب
- ماعز الألب
- ماعز الأنجلونوبيان
- ماعز الأناضول السوداء

## سلالات ألياف (أصواف)

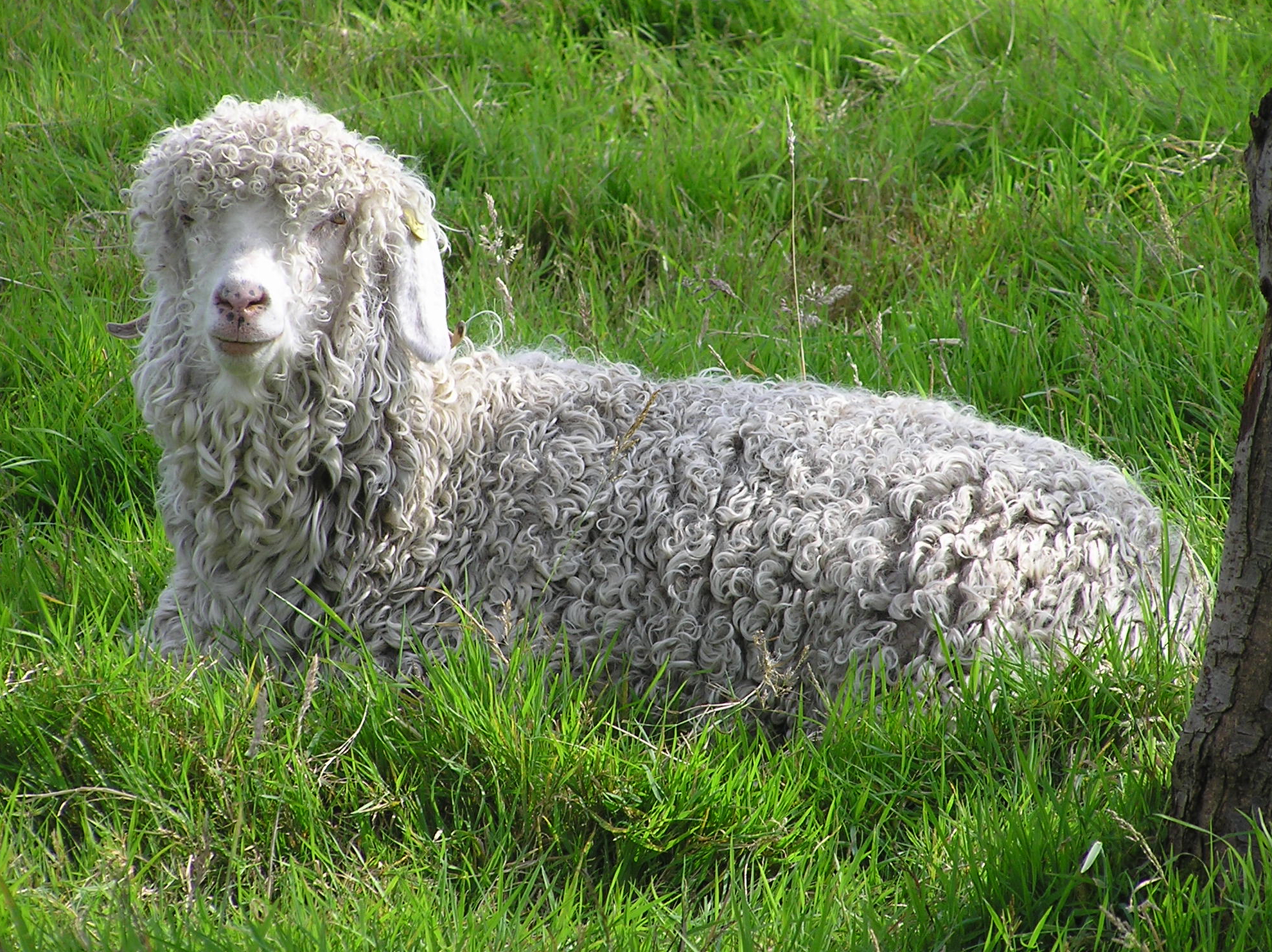
ماعز أنغورة

- ماعز الأناضول السوداء
- ماعز أنغورة
- ماعز البشمين

## سلالات جلود
- ماعز البنغال السوداء

## سلالات لحوم
- ماعز شامي
- ماعز البنغال السوداء
- ماعز الصومال
- ماعز أسبانيا